# Строительная надпись Алексея 1427 года
Строительная надпись Алексея — устоявшееся название исторического артефакта XV века, представляющего собой известняковую плиту с выбитой надписью на греческом языке, повествующую о строительстве правителем Феодоро крепости и храмов, украшенная двумя гербами: с двуглавым орлом, крестом в овальном щите и номограммой; памятник хранится в фондах лапидария Бахчисарайского дворца-музея.

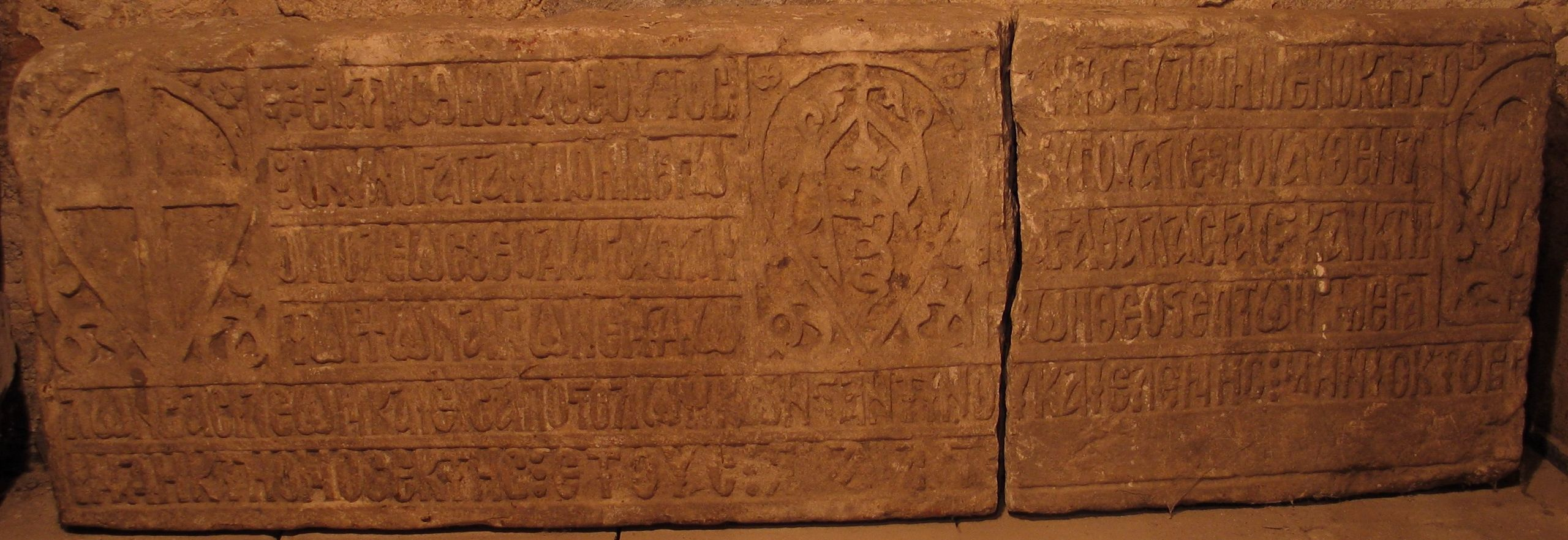
Строительная надпись князя Алексея, 1427 г.

## Описание
Памятник представляет собой каменную плиту, изготовленную из нуммулитового известняка (В. В. Латышев в конце XIX века считал, что из белого мрамора) размерами 44,0 на 133,0 на 19,5 (17,0) см, с прямоугольным в сечении пазом длиной 102 см (для крепления при монтаже) с тыльной стороны в 14 см от лицевой части. Передняя и нижняя стороны были тщательно выровнены и отшлифованы при подготовке плиты, до гравировки надписи, вырезанной на глубину 0,4 см. Видимо, при установке плиты на место выяснилось, что она не входит в предназначенную нишу и заглаженную нижнюю грань по внешнему краю подрубили зубилом-зубаткой на ширину около 5 см и глубину 7—7,5 см. Судя по форме плиты гнездо для её вставки имело трапециевидную форму Текст, выбитый на плите гласит
ср.-греч. Ἐκτήσθη ὁ ναὸς οὗτος σὺν το͂ εὐλογημένο κάστρῳ, ὃ νῦν ὁρᾶται, ὑπὸ ἡμερῶν κυροῦ Ἀλεξίου, αὐθέντου πόλεως Θεοδώρους καὶ παραθαλασίας καὶ κτήτωρ τῶν ἁγίων ἐνδόξων θεοστέπτων μεγάλων βασιλέων καὶ εἰσαποστόλων Κωνσταντίνου καὶ Ἑλένης μηνὶ Ὀκτοβρί̣[ῳ][..]´, ἰνδηκτηο͂νος ἕκτης, ἔτους ͵ςϠλς

что, в русском переводе В. В. Латышева, выглядит так
Построен храм сей с благословенной крепостью, которая ныне зрится, во дни господина Алексея, владетеля Феодоро и поморья и ктитора святых славных, боговенчанных, великих царей равноапостольных Константина и Елены в месяце октябре, индикта шестого, лета 6936
Плита также украшена по центру номограммой от имени греч. Ἀλέξιος и двумя гербами: слева — вытянутый крест в овальном щите, подобный генуэзским и причина его нахождения в надписи, и вообще, принадлежность к княжескому роду неясна; высказавылось мнение, что присвоив генуэзский герб, Алексей заявлял о своих правах на генуэзские владения в Крыму (предполагают, что селения округи Лусты в последние десятилетия существования генуэзские колоний не входили в их юрисдикцию и что власть Феодоро в эти годы распространялась на всю Готию до границ Солдайского консульства). С правой стороны изображён двуглавый орёл, точнее, половина двуглавого орла, по поводу чего Н. И. Репников указывал, что правая кромка просто отбита (в пятой строке надписи также утрачены 2 последние буквы). По мнению историков герб мог указывать на родство князя с Палеологами.

## История
Место и время обнаружения плиты не установлено: предполагается, что она была найдена между 1803 и 1805 годом. Впервые памятник был опубликован, в виде рисунка, П. И. Сумароковым, во II томе труда «Досуги крымского судьи, или Второе путешествие в Тавриду», который, по сведениям И. А. Стемпковского, сообщённым Петром Кеппеном, видел его в имении таврического губернатора А. М. Бороздина Саблы (А. Л. Бертье-Делагард, говоря о рисунке плиты у Сумарокова, также был убеждён, что путешественник видел её не в стене церкви, а уже снятою, в каком-то другом месте, поскольку с установленной плиты такой подробный рисунок сделать невозможно). Сам Сумароков разъяснений по этому поводу в своё время не сделал. По мнению Кеппена артефакт ранее находился в Инкермане (Каламита), откуда был, неизвестно кем, вывезен в Саблы (в 1890 году плита, из имения, была передана в музей Таврической ученой архивной комиссии). Версии о изначальном инкерманском нахождении плиты придерживался А. Л. Бертье-Делагард, ссылаясь на сообщение майора Г. Г. Штрандмана из армии В. М. Долгорукова от 1771 года, видевшего над воротами у входа в Инкерманского монастыря некую надпись, прочесть которую не мог, а по-видимому, записал содержание с чьих-то слов (особого смысла в пересказанном майором тексте нет). Это известие и побудило учёного отстаивать инкерманское происхождение плиты. Такое мнение доминировало связи с тем, что в XIX веке крепость Феодоро отождествляли с Инкерманом и только после работы Ф. К. Бруна «Черноморские готы и следы долгого их пребывания в Южной России» 1880 года столицу княжества локализовали на Мангупе. Местом же первоначального нахождения плиты долго продолжали считать Каламиту: ещё в капитальном труде 1990 года «Крепостной ансамбль Мангупа» А. Г. Герцен высказывал мнение, что плита изначально находилась в Инкермане и лишь в работе 2006 года учёный писал, что плита находилась на Мангупе и высказывает предположение, исходя из содержания, могла находиться над воротами в цитадель, что аргументированно оспаривает В. П. Кирилко, считающий, что плита была архитравом, перекрывавшим дверной проём и, по размерам, могла находиться в одном из храмов.
По результатам раскопок 1997—2005 годов группа историков под руководством Герцена считает возможным первоначальное нахождение плиты либо в Октагональном храме, либо в церкви Константина и Елены (что согласуется с версией В. В. Латышева). Против такого вывода не возражают и научные оппоненты Герцена Кирилко и Мыц В. Л., в пользу чего говорит соответствтие паза на нижнем тыльном краю камня размерам входного проема двери за заплечиками. Версию о происхождении артефакта из Октагонального храма, где плита была установлена над дверьми, в одной из работ та же высказывает В. Л. Мыц.